# Référendum italien de 2005
 (juin 2011).
Si vous disposez d'ouvrages ou d'articles de référence ou si vous connaissez des sites web de qualité traitant du thème abordé ici, merci de compléter l'article en donnant les références utiles à sa vérifiabilité et en les liant à la section « Notes et références ».

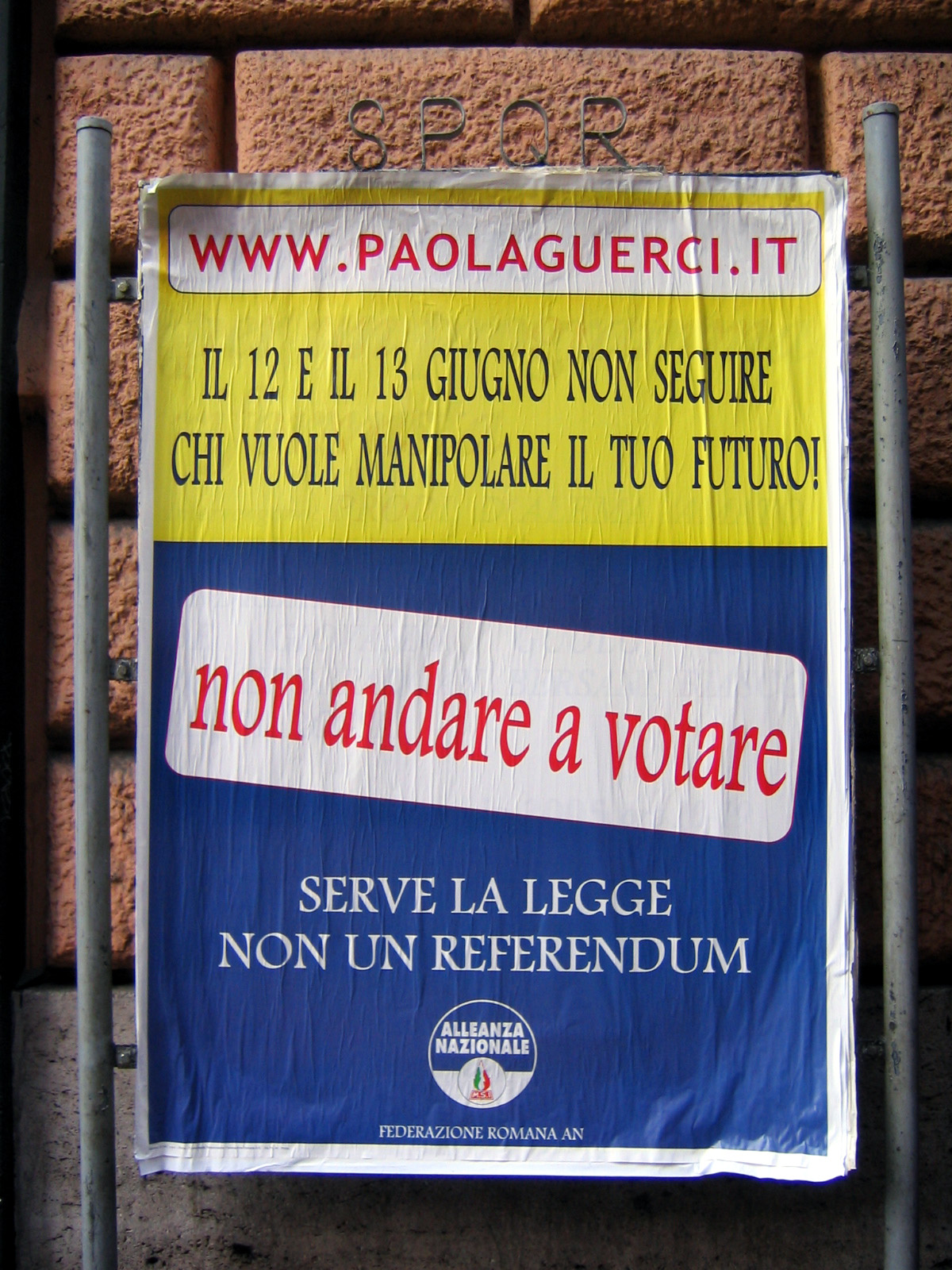
Affiche du parti Alleanza Nazionale pour le référendum

Les Italiens sont appelés à se prononcer par référendum le 12 juin 2005 sur l'abrogation de quatre articles d'une loi adoptée par le Parlement en février 2004.
Par le moyen de cette consultation d'initiative populaire, les électeurs ont la possibilité de l'assouplir sur ses points les plus contestés.
Ils doivent répondre par oui ou par non à quatre questions.
1. Faut-il retirer du texte les références à l'embryon en tant qu'être humain à part entière ?
2. Doit-on supprimer la limitation à trois du nombre d'embryons créés et aussitôt implantés sans possibilité de diagnostic préalable ?
3. Faut-il annuler les limitations à la recherche sur les embryons ?
4. Faut-il revenir sur l'interdiction de recourir à un donneur extérieur ?

## Polémique
Le président de la Conférence épiscopale italienne, le cardinal Camillo Ruini, a appelé « tous les catholiques à s'abstenir de voter ». En effet, suivant la constitution italienne, si la participation est inférieure à 50 %, la consultation sera considérée comme nulle, objectif affiché du cardinal Ruini. Dans ces conditions, s'abstenir est plus efficace que voter non pour les opposants à cette révision.
Qui n'obéit pas à la consigne d'abstention n'est pas un vrai catholique, ont averti plusieurs évêques italiens. Le pape pourrait également lancer un message en faveur de l'abstention, « ce qui serait d'une extraordinaire gravité », selon le parlementaire de l'opposition Giorgio Tonini (DS, ex-communiste).
Le prix Nobel de Médecine 1986, Rita Levi-Montalcini, 96 ans, s'est insurgée hier contre ces appels à l'abstention. « Je suis surprise et irritée par ces appels invitant la population à s'abstenir. Je pense que voter est une obligation et pour ma part je voterai quatre oui au référendum », a déclaré Mme Levi Montalcini, spécialiste du cerveau.
En effet cet appel à l'abstention est un moyen de contourner le secret du vote. Car si le bulletin mis dans l'urne (oui, non ou blanc) reste secret, le fait de participer ou non au scrutin est connu de tous.

## Résultat
Le référendum a échoué lundi 13 juin 2005 en raison du faible taux de participation des électeurs, qui a atteint 25,9 %, selon les résultats définitifs du ministère de l'Intérieur.
Seul un électeur sur quatre a voté alors que le scrutin était organisé sur deux jours. 50 % des électeurs plus un devaient se prononcer pour que la consultation soit validée.
L'Église catholique a pesé de tout son poids pour faire échouer ce référendum.
Partisan du « oui », le secrétaire d'État aux Affaires étrangères, Mme Margherita Boniver, a en revanche dénoncé le « diktat » de l'Église.
« Il y a trois victimes aujourd'hui : la laïcité de l'État, l'autonomie des partis politiques et l'institution du référendum d'initiative populaire », a déploré l'euro-député radical et ancien commissaire européen Emma Bonino, militante du « oui ».
Le chef de l'État, Carlo Azeglio Ciampi, le vice-premier ministre Gianfranco Fini et la plupart des dirigeants de l'opposition ont bravé la consigne de l'Église et sont allés voter dimanche.